# Lucius Fox
Lucius Fox este un personaj fictiv care apare în benzile de benzi desenate americane publicate de DC Comics, de obicei în asociere cu supereroul Batman.
El este un om de afaceri, inginer și inventator american, manager al Wayne Enterprises si cel care-i face echipamentul lui Batman.
În filme și seriale, rolul lui a fost jucat de Louis Gossett Jr., Chris Chalk, Morgan Freeman, Ernie Hudson și Kevin Michael Richardson.

## Viața personală
Ca manager al Wayne Enterprises, este un apropiat al lui Bruce Wayne. Este casatorit, sotia lui numindu-se Tanya, cu care are copii.